# Stensjö, Falkenberg
Stensjö är en ort i Eftra socken i Falkenbergs kommun vid kusten och gränsen mot Halmstads kommun. För bebyggelsen avgränsade SCB före 2015 en småort benämnd Stensjö och del av Stora Skipås som även omfattade en mindre västlig del av bebyggelsen i Stora Skipås som är belägen i Steninge socken i Halmstads kommun. Från 2015 ingår bebyggelsen i tätorten Steninge.